# As Mil e Uma Noites

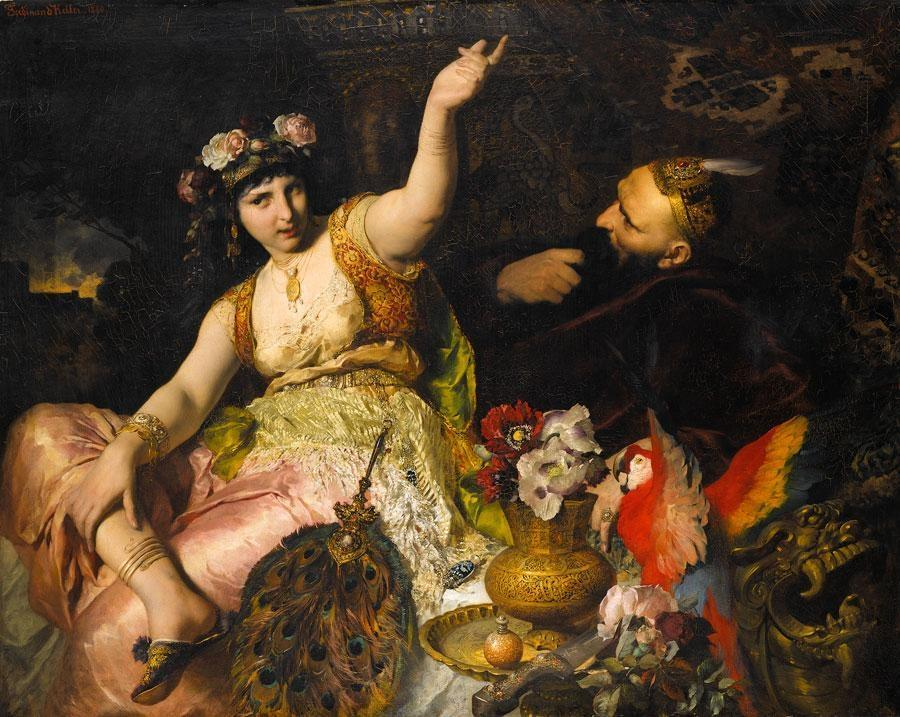
Xerazade e o sultão Xariar, por Ferdinand Keller

As Mil e Uma Noites (em árabe: كتاب ألف ليلة وليلة; romaniz.: Quitâb 'alf laila ua-laila, "O Livro das Mil e Uma Noites"; em persa: هزار و یک شب; romaniz.: Hezār-o yek šab) ou ainda "Mil noites e uma noite", é coleção de histórias e contos populares originárias do Médio Oriente e do sul da Ásia e compiladas em língua árabe a partir do século IX. No mundo moderno ocidental, a obra passou a ser amplamente conhecida a partir de uma tradução para o francês realizada em 1704 pelo orientalista Antoine Galland, transformando-se num clássico da literatura mundial.
As histórias que compõem as Mil e uma noites têm várias origens, incluindo o folclore indiano, persa e árabe. Não existe versão definida ou definitiva da obra, uma vez que os antigos manuscritos árabes diferem no número e no conjunto de contos. O que é invariável nas distintas versões é que os contos estão organizados como série de histórias em cadeia narrados por Xerazade, esposa do rei Xariar. Este rei, louco por haver sido traído por sua primeira esposa, desposa uma noiva diferente todas as noites, mandando matá-las na manhã seguinte. Xerazade consegue escapar a esse destino contando histórias maravilhosas sobre diversos temas que captam a curiosidade do rei. Ao amanhecer, Xerazade interrompe cada conto para continuá-lo na noite seguinte, o que a mantém viva ao longo de várias noites - as mil e uma do título - ao fim das quais o rei já se arrependeu de seu comportamento e desistiu de executá-la.

## Sinopse
A história conta que Xariar, rei da Pérsia da dinastia dos Sassânidas, descobre que sua mulher é infiel, dormindo com um escravo cada vez que ele viajava. O rei, decepcionado e furioso, mata a mulher e o escravo, convencendo-se por este e outros casos de infidelidade que nenhuma mulher do mundo é digna de confiança. Decide então que, daquele momento em diante, dormirá com uma mulher diferente cada noite, mandando matá-la na manhã seguinte, pois dessa forma não poderá ser traído nunca mais.
Passaram-se já três anos durante os quais o rei desposou e sacrificou inúmeras moças, trazidas à sua presença pelo vizir (equivalente a um primeiro-ministro) do reino. Certo dia, quando já quase não havia virgens no reino, uma das filhas do vizir, Xerazade, pediu para ser entregue como noiva ao rei, pois sabia de um estratagema para escapar ao triste fim que alcançaram as moças anteriores. O vizir apenas aceita depois de muita insistência da filha, levando-a finalmente ao rei. Antes de ir, Xerazade pede à irmã, Duniazade, que dê o sinal na hora que for chamada à presença do rei em seu palácio.
Xerazade, ao chegar à presença do rei, implora pela vinda de sua irmã para se despedir. O rei acata o seu pedido e permite que Duniazade se despeça de sua irmã. Duniazade chega ao palácio e instala-se na câmara nupcial. Após o rei possuir Xerazade, Duniazade se lembra do pedido que sua irmã fez antes de chegar e lhe dá o sinal ao sugerir contar uma história ao rei para passar o tempo. Após respeitosamente pedir a permissão do rei, Xerazade começa a contar a extraordinária "História do mercador e do gênio" mas, ao amanhecer, ela interrompe o relato, dizendo que continuará a narrativa na noite seguinte. O rei, curioso com o maravilhoso conto de Xerazade, não ordena sua execução para poder saber o final da história na noite seguinte. Assim, repetindo essa estratégia, Xerazade consegue sobreviver noite após noite, contando histórias sobre os mais variados temas, desde o fantástico e o religioso até o heróico e o erótico. Ao fim de inúmeras noites e contos, Xerazade já havia tido três filhos do rei, e suplica que a poupe, por amor às crianças. O rei, que há muito tempo já se havia arrependido dos seus atos passados e convencido da dignidade de Xerazade, poupa a sua vida e faz dela sua esposa e rainha definitiva. Duniazade é feita esposa do irmão do rei, Xazamã.

## Origens e manuscritos
A mais antiga menção a um livro árabe das Mil e uma noites é um fragmento de um manuscrito do início do século IX em que se lê o título da obra e algumas linhas iniciais, em que Duniazade pede a um narrador não especificado que conte uma história. Mais dados sobre a existência deste livro e sua origem encontram-se nos escritos do historiador Almaçudi (888-957), que se refere a uma coleção de contos fantasiosos traduzidos do persa, sânscrito e grego, incluindo-se entre eles um livro persa chamado Hazār afsāna ("Mil histórias" em persa). Segundo Almaçudi, a coleção era conhecida como "As mil noites e uma noite" em árabe e contava a história de "um rei, seu vizir, sua filha Xerazade e sua escrava, Duniazade". A existência desta tradução do persa ao árabe é corroborada pelo bibliógrafo xiita ibne Nadim (m. 995 ou 998), que menciona o livro em sua obra Fehrest (ou Fihrist), escrita em 987-988. ibne Nadim informa ainda que o livro possui menos de 200 contos, uma vez que cada conto ocupa mais de uma noite.

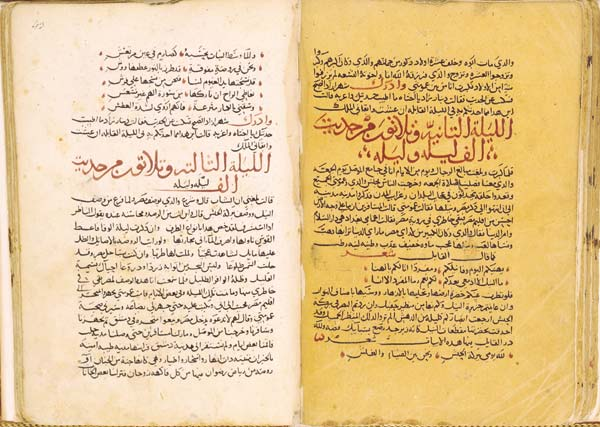
Manuscrito árabe utilizado por Galland em sua tradução das Mil e uma noites (século XIV ou XV)

Assim, uma versão árabe das Mil e uma noites, estruturada ao redor dos contos narrados por Xerazade para escapar da execução por Xariar, já existia no século IX e o núcleo de contos era derivado de uma tradução da obra persa Hazār afsāna realizada talvez no século VIII. A história da traição do rei Xariar pela primeira mulher, que explica o comportamento do rei, não é mencionada por ibne Nadim e provavelmente surgiu após o século X. Além da referência à tradução do persa ao árabe contida nos escritos de Almaçudi e ibne Nadim, evidência sobre a origem das Mil e uma noites é o facto de que os nomes dos personagens do prólogo são persas, como Xerazade ("de nobre linhagem"), Xariar ("príncipe" ou "rei"), Duniazade ("à deusa dēn glorificada") e Xazamã ("rei do seu tempo"). Por outro lado, a estrutura do prólogo das Mil e uma noites, em que é contada a história de Xerazade e Xariar e que cria o marco narrativo do livro, seguidos por contos estruturados em cadeia, com histórias dentro de outras histórias, é comum na literatura indiana e pode ter sido influenciada por esta. Por exemplo, a coleção de contos em sânscrito Panchatantra, compilada entre os séculos III a V d.C., também está organizada ao redor de um narrador, neste caso um sábio que conta uma série de histórias de animais para três príncipes.
Os contos que compõe as Mil e uma noites são de diversas origens e foram sendo acrescentados e suprimidos ao longo da história da obra, sendo alguns possivelmente originários da Índia, outros da Pérsia e outros do mundo árabe. As mais antigas referências à obra não mencionam quais contos compunham a coleção e, uma vez que os manuscritos com contos que chegaram até a atualidade são já do século XV, é hoje impossível saber quais eram os contos que compunham as primeiras versões das Mil e uma noites, inicialmente derivados da obra persa Hazār afsāna. Sobre o estado inicial das Mil e uma noites o único que se pode afirmar com certeza é que a história básica de Xerazade e Xariar, que unifica a obra, já estava presente desde o século IX.
Os estudiosos acreditam que os manuscritos das Mil e uma noites que existem atualmente são derivados de reelaborações realizadas entre os séculos XIII e XIV no Médio Oriente, à época dominado pelos mamelucos. O mais famoso e um dos mais completos e antigos dos manuscritos é o utilizado por Antoine Galland para sua tradução publicada em 1704. Este manuscrito em três volumes, originário da Síria e conservado hoje na Biblioteca Nacional de Paris (arabe 3609-3611), data de meados do século XV (alguns pensam que é do século XIV) e contém um total de 282 noites. Há ainda um pequeno grupo de manuscritos relacionados a este aos quais se dá o nome de ramo sírio dos manuscritos, todos terminando na noite 282 e deixando incompleto o Conto do Príncipe Camaralzaman e da Princesa Budura. Um grupo de manuscritos mais recente, e diferentes linguisticamente do ramo sírio, foi compilado entre os séculos XVII e XVIII e constitui o chamado ramo egípcio, por serem em sua maioria provenientes desta região. Estes manuscritos, compilados em parte para atender à demanda europeia de histórias das Mil e uma noites após o êxito da obra de Galland, chegou ao número de noites do título, ou seja, mil e uma. A compilação egípcia mais moderna - datada da segunda metade do século XVIII e base de muitas traduções e edições posteriores - é referida como ZER (Zotenberg Egyptian's Recension; edição crítica egípcia de Zotenberg) em homenagem ao estudioso Hermann Zotenberg, autor de importantes estudos sobre esses manuscritos no final do século XIX. O termo "ZER" também é utilizado como sinônimo para o ramo egípcio.

## Traduções e edições
A primeira versão em árabe das Mil e uma noites, redigida no século IX ou no século anterior, foi tradução da obra persa Hazār afsāna, atualmente perdida. Pouco ou nada se conhece dos contos que faziam parte das primeiras versões em árabe, uma vez que estas são conhecidas atualmente apenas por pequenos fragmentos de texto e menções em outras obras e os manuscritos mais antigos da obra conservados atualmente datam já do século XV.
A primeira tradução a uma língua europeia foi realizada pelo orientalista francês Antoine Galland (1645-1715), que publicou entre 1704 e 1717 sua Mille et une nuits. A principal fonte para a versão de Galland foi um manuscrito sírio em três volumes, escrito em árabe, que terminava na noite 282 e não apresentava o final. Para completar a sua obra e aumentar o número de noites, Galland utilizou outros textos árabes, incluindo manuscritos egípcios (hoje perdidos) com os contos Príncipe Camaralzaman e a Princesa Budura e o Conto de Ganim. Galland também incorporou histórias que originalmente não se encontravam em nenhum manuscrito das Mil e uma noites conhecido. Uma é a história de Simbad o marujo, traduzida a partir de um manuscrito árabe avulso. Outra fonte de Galland, segundo o próprio, foi um contador de histórias chamado Hanna Diab, um maronita de Alepo, que narrou-lhe contos como o de Aladim e a Lâmpada Maravilhosa e o de Ali Babá e os Quarenta Ladrões. Estes contos incorporados por Galland, e que aparentemente não formavam parte das Mil e uma noites original, tornaram-se extremamente populares e passaram a ser incluídos em manuscritos árabes e traduções europeias produzidas posteriormente.
Para os padrões atuais, Galland produziu tradução fantasiosa, mais recriação que tradução. Além da mistura de fontes para os contos, Galland omitiu e introduziu textos, alterou a fala de personagens e retirou os muitos versos poéticos dos originais. Além disso, Galland não explicitou com precisão que fontes utilizou para sua obra, o que dificulta seu estudo hoje. De qualquer forma, sua versão das Mil e uma noites foi imensamente popular e foi o ponto de partida para a influência da obra árabe no mundo ocidental e até mesmo na revalorização que os contos tiveram no mundo árabe.
Já no século XVIII o interesse despertado pela obra de Galland levou à busca de manuscritos mais "completos" das Mil e uma noites, uma vez que a fonte utilizada pelo francês terminava na noite 282. No Egito foram produzidas várias compilações de contos que eventualmente chegaram a abranger as 1001 noites do título, e baseados nestes manuscritos do ramo egípcio floresceram muitas edições e traduções ao longo do século XIX. Em língua árabe, a primeira edição impressa foi publicada em Calcutá em 1814-1818 (chamada Calcutá I), seguida de outras publicadas no Cairo em 1835 (Bulaq I), Calcutá em 1839-1842 (Calcutá II) e novamente Cairo em 1862 (Bulaq II). Com base nestas edições em árabe foram realizadas importantes traduções a línguas europeias, como ao inglês por John Paine (Londres, 1839-41), Edward William Lane (1838-40) e finalmente Richard Francis Burton (Londres, 1885). A tradução deste último, chamada The Book of the Thousand Nights and a Night e publicada em 10 volumes, foi baseada em Calcutá II e tornou-se muito influente, além de escandalosa na Inglaterra vitoriana, uma vez que Burton, ao contrário de seu predecessor Paine, não censurou as cenas eróticas da obra e inclusive as enfatizou, enfrentando os costumes morais da época. Mais tarde, Burton publicou contos de outros manuscritos das Noites em um Suplemento publicado entre 1886 e 1888.
O Imperador brasileiro Dom Pedro II foi o primeiro a traduzir diretamente do árabe para o português partes da obra mais conhecida da literatura árabe, e o fez com um rigor raro para a época. Já em idade avançada, aos 62 anos, ele começou o processo, o último registro de texto traduzido é de novembro de 1891, um mês antes de sua morte. A pesquisadora Rosane de Souza foi a primeira a ter acesso a parte de uma tradução assinada por Dom Pedro II, que não conseguiu concluir a obra antes de morrer.
Depois da tradução inacabada e jamais publicada de D. Pedro II, As Mil e Uma Noites só vieram a ser novamente traduzidas direto de textos árabes para a língua portuguesa, no Brasil por Mamede Mustafa Jarouche (2005-2021) e em Portugal por Hugo Maia (2017-2020). Ambas as traduções são literais, sem cortes, fiéis ao texto original, mas enquanto Jarouche opta por uma tradução acadêmica, rica em notas explicativas sobre o processo de transposição de um idioma para o outro, Hugo Maia opta por uma tradução "corrente e não acadêmica", onde "as notas de rodapé foram reduzidas ao mínimo, de forma a não interromper o proveito que a leitura proporciona". Além disto, enquanto a tradução de Hugo Maia baseia-se nos "mais antigos manuscritos árabes", a tradução de Jarouche é mais abrangente, recorrendo a uma plêiade de manuscritos do ramo sírio e egípcio. 
As traduções para o português anteriores eram retraduções de traduções francesas, como a de Alberto Diniz, com apresentação de Malba Tahan, publicada originalmente pelas Edições de Ouro e atualmente pela HarperCollins, que tomou por base o texto francês de Antoine Galland, e a edição ilustrada de capa dura em oito volumes da Editora Saraiva de 1961, com tradução de Nair Lacerda (prosa) e Domingos Carvalho da Silva (poesia), baseada na tradução do orientalista francês Joseph-Charles Mardrus.
O escritor argentino Jorge Luís Borges (1899-1986) comentou, em ensaio de 1935, publicado em 1936, algumas das traduções e adaptações de “Mil e uma noites”: as versões de Galland, Edward Lane, Burton, Joseph-Charles Mardrus (1868-1949) e Enno Littmann (1875-1958), informando que algumas traduções davam à obra o título “Mil noites e uma noite”. Borges dá especial atenção à vida e à obra de Richard Francis Burton (1821-1890) e à sua tradução erudita das "Mil e uma noites".

## Histórias deAs Mil e Uma Noites
Não existe uma edição oficial ou texto padrão de As Mil e Uma Noites, como existem, por exemplo, da Bíblia Sagrada ou da Odisseia grega, e em sua origem o título da obra não era literal, mas simbólico, “significando uma sucessão interminável de noites com longas histórias”. Somente no século XVIII, com a tentativa do ramo egípcio de tornar o conteúdo da obra compatível com o título, completando literalmente as 1001 noites, obteve-se “uma grande, heterogênea e indiscriminada coletânea de histórias por diferentes mãos e de diferentes fontes, representando diferentes camadas de cultura, convenções literárias e estilos”.
Desde a tradução inglesa de John Payne, os estudiosos procuram o que teria sido o “núcleo original ou corpo primitivo de histórias”, ou seja, “a obra original”. Atualmente os estudiosos acreditam que As Mil e Uma Noites derivam de uma “versão original” da segunda metade do século XIII que se perdeu. Alguns elementos dessa versão, como a divisão em noites e a história-moldura, seriam oriundos de uma matriz persa. O manuscrito atualmente disponível que mais se aproximaria dessa versão original seria aquele que pertenceu a Galland, hoje guardado na Biblioteca Nacional da França. As histórias desse manuscrito mais antigo repetem-se nos três outros manuscritos conhecidos do chamado ramo sírio. Portanto, não obstante as dimensões atingidas por As Mil e Uma Noites nas edições "completas", existe um núcleo comum a todas as edições, que são as seguintes onze histórias do ramo sírio, mais antigo, incorporadas depois ao ramo egípcio, posterior:
1. A narrativa moldura do rei persa Xariar e Xerazade.
2. O mercador e o gênio
3. O pescador e o gênio
4. O carregador e as três jovens de Bagdá
5. As três maçãs
6. Os vizires Nuruddin Ali, do Cairo, e seu filho Badruddin Hasan, de Basra
7. O corcunda do rei da China
8. Anisuljalis e Nuruddin Ali Bin Haqan
9. Nuruddin Ali Bin Bakkar e Samsunnahar
10. O Rei Qamaruzzaman e seus filhos Amjad e Asad.[20]
11. Jullanar, a marítima, e seu filho Badr

Baseiam-se nesse manuscrito mais antigo, tentando reproduzir o espírito original da obra: a edição crítica árabe de Leiden organizada por Muhsin Mahdi, a tradução inglesa dessa edição crítica por Husain Haddawy, a tradução de Hugo Maia publicada em Portugal e os dois volumes iniciais (ramo sírio) da tradução brasileira de Mamede Mustafa Jarouche.
Uma história independente, que não fazia parte das edições originais, foi integrada às Mil e uma Noites pelo orientalista francês Antoine Galland – Simbad, o Marujo – e dez histórias “órfãs”, que não faziam parte de texto nenhum e teriam sido contadas a Galland pelo sírio cristão Hanna Dyâb, foram acrescidas à sua tradução francesa da obra e incorporada às edições posteriores, das quais as mais populares são Aladim e a Lâmpada Maravilhosa e Ali Babá e os Quarenta Ladrões.
A única edição em português contendo a sequência completa e consecutiva das 1001 noites foi a da Editora Saraiva de 1961, em oito volumes, que se baseia na tradução francesa de Joseph-Charles Mardrus. 